# Szwajcarska Formuła 3 Sezon 1978
Szwajcarska Formuła 3 w sezonie 1978 – pierwszy sezon Szwajcarskiej Formuły 3. Sezon składał się z siedmiu eliminacji – wszystkich rozgrywanych poza granicami Szwajcarii. Mistrzem został Patrick Studer, ścigający się Chevronem-Toyota.

## Kalendarz wyścigów
| Runda | Data        | Tor            | Pole position | Najszybsze okrążenie | Zwycięzca (kierowcy) | Zwycięzca (zespoły)   |
| ----- | ----------- | -------------- | ------------- | -------------------- | -------------------- | --------------------- |
| 1     | 16 kwietnia | Monza          | ?             | ?                    | Patrick Studer       | Formel Rennsport Club |
| 2     | 23 kwietnia | Dijon          | ?             | ?                    | ?                    | ?                     |
| 3     | 30 kwietnia | Hockenheimring | ?             | ?                    | ?                    | ?                     |
| 4     | 14 maja     | Österreichring | ?             | ?                    | Patrick Studer       | Formel Rennsport Club |
| 5     | 17 czerwca  | Misano         | ?             | ?                    | Louis Maulini        | Leutenegger           |
| 6     | 16 lipca    | Hockenheimring | ?             | ?                    | Walo Schibler        | Frewitt               |
| 7     | 3 września  | Hockenheimring | ?             | ?                    | ?                    | ?                     |

## Klasyfikacja kierowców
| Msc. | Kierowca          | Zespół                | Samochód                              | Punkty |
| ---- | ----------------- | --------------------- | ------------------------------------- | ------ |
| 1    | Patrick Studer    | Formel Rennsport Club | Chevron B42-Toyota Chevron B43-Toyota | 145    |
| 2    | Louis Maulini     | Leutenegger           | Ralt RT1-BMW Ralt RT1-Toyota          | 108    |
| 3    | Bruno Eichmann    | Formel Rennsport Club | Argo JM1-BMW Argo JM3-BMW             | 102    |
| 4    | Walo Schibler     | Frewitt               | Chevron B43-Toyota                    | 85     |
| 5    | Armin Conrad      | SAR                   | Argo JM1-BMW Argo JM1-Toyota          | 39     |
| 6    | Walter Baltisser  |                       | Lola T670-Toyota                      | 36     |
| 7    | Roland Bitterlin  |                       | Lola T670-Toyota                      | 33     |
| 8    | Benoit Morand     |                       | Chevron B38-Toyota                    | 19     |
| 9    | Hanspeter Stoll   |                       | Ralt RT1-BMW                          | 18     |
| 10   | Fredy Eschenmoser |                       | Lola T670-Toyota                      | 6      |